# Wilhelm Mentrup

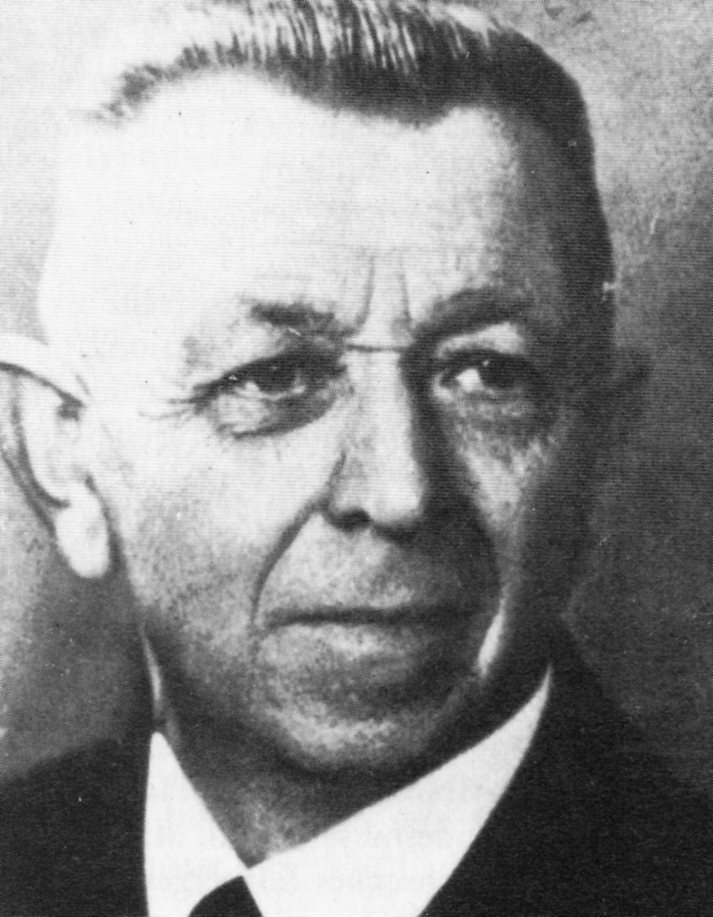
Wilhelm Mentrup um 1935

Wilhelm Mentrup (* 14. März 1877 in Osnabrück; † 3. Mai 1945) war ein Verwaltungsinspektor in Osnabrück.

## Leben
Seit dem Jahr 1906 war er als Verwaltungsinspektor bei der Allgemeinen Ortskrankenkasse (AOK) Osnabrück beschäftigt. Da er Mitglied der SPD war und mehrere Jahre im Ortsvereinsvorstand das Amt des Kassierers ausgeübt hatte, wurde er zum 1. Juni 1933 auf Grund des „Gesetzes zur Wiederherstellung des Berufsbeamtentums“ entlassen. Nach dem Stauffenberg-Attentat auf Adolf Hitler am 20. Juli 1944 gab SS-Chef Heinrich Himmler am 14. August 1944 den Auftrag zur Inhaftierung von ehemaligen KPD- und SPD-Funktionären und Gewerkschaftssekretären. Im Rahmen dieser Aktion, die den Namen Aktion Gewitter trug, wurde Mentrup erneut verhaftet und in das Arbeitserziehungslager Augustaschacht bei Ohrbeck eingewiesen. Von dort aus wurde er am 1. Oktober 1944 in das Konzentrationslager Neuengamme verlegt und als 67-Jähriger in den Tongruben zur Ziegelproduktion gezwungen.
Bei der Auflösung des Lagers wurden über 7000 Häftlinge auf verschiedene Schiffe in der Lübecker Bucht verladen, wo sie von alliierten Bomber versenkt wurden. Wilhelm Mentrup starb 1945 auf einem solchen Schiff. Der Suchdienst Hamburg teilte den Angehörigen am 7. September 1950 mit, dass nach der Hebung der Thielbek die KZ-Nummer 54331, die Nummer Wilhelm Mentrups, aufgefunden worden sei. Auf die Frage, warum Mentrup, der keine Führungsposition in den Gewerkschaften und linken politischen Parteien und Gruppen hatte, von den Nazis verfolgt wurde, antwortet Heiko Schulze: „Beleuchtet man die Hintergründe dieser Hetzjagd, wird deutlich, warum Mentrup für die deutschen Faschisten geradezu beispielhaft für den verhassten ‚Bonzen‘ steht. Er ist zugleich Funktionsträger einer Krankenkasse, Gewerkschafter, Sozialdemokrat und außerdem noch Freidenker. Indem Mentrup auch nach 1933 unbeugsam bleibt, leitet dies im Jahre 1944 sein Todesurteil ein.“ Der „Wilhelm-Mentrup-Weg“ in Osnabrück wurde nach ihm benannt.

## Literatur

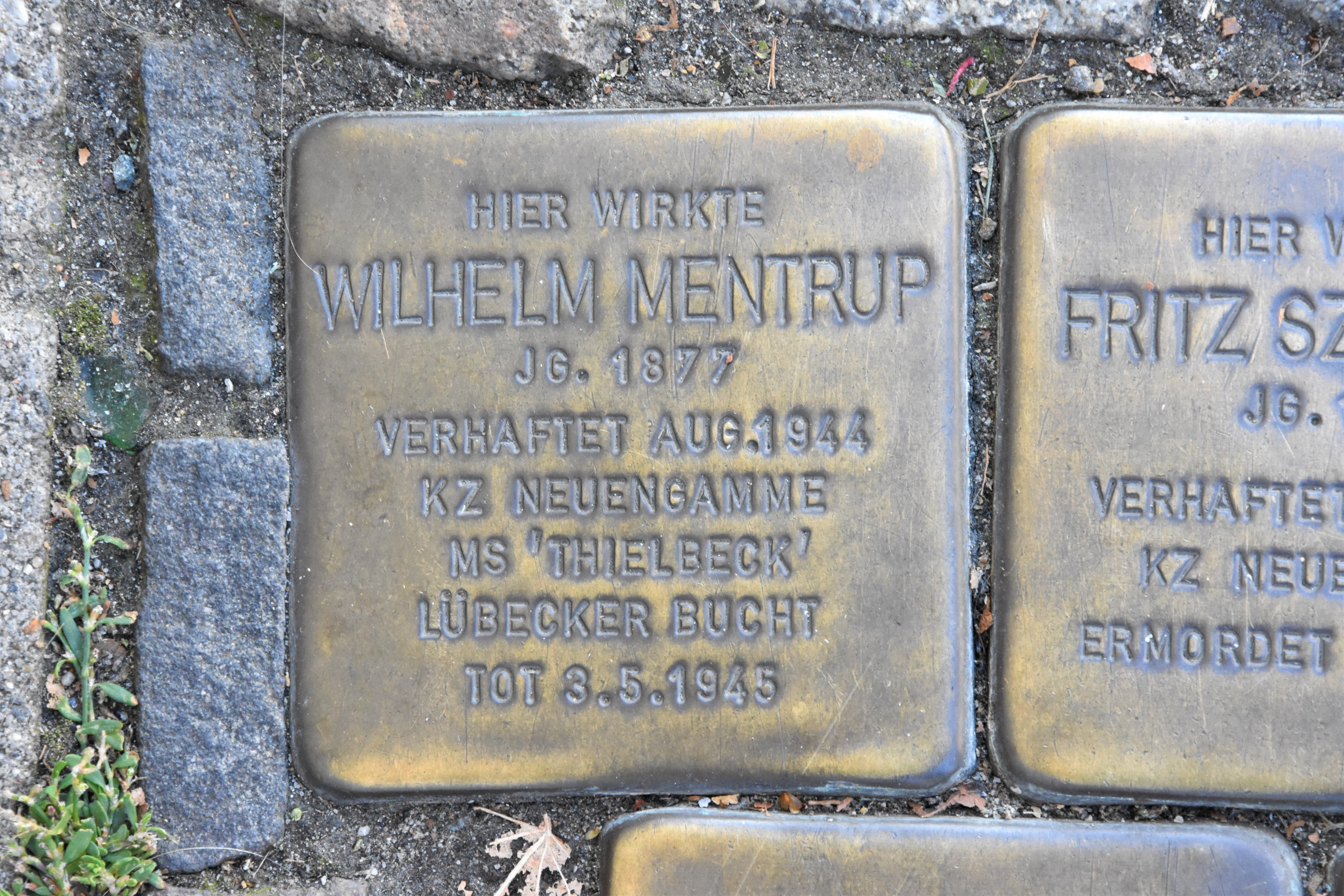
Stolperstein Wilhelm Mentrup